# 중상주의

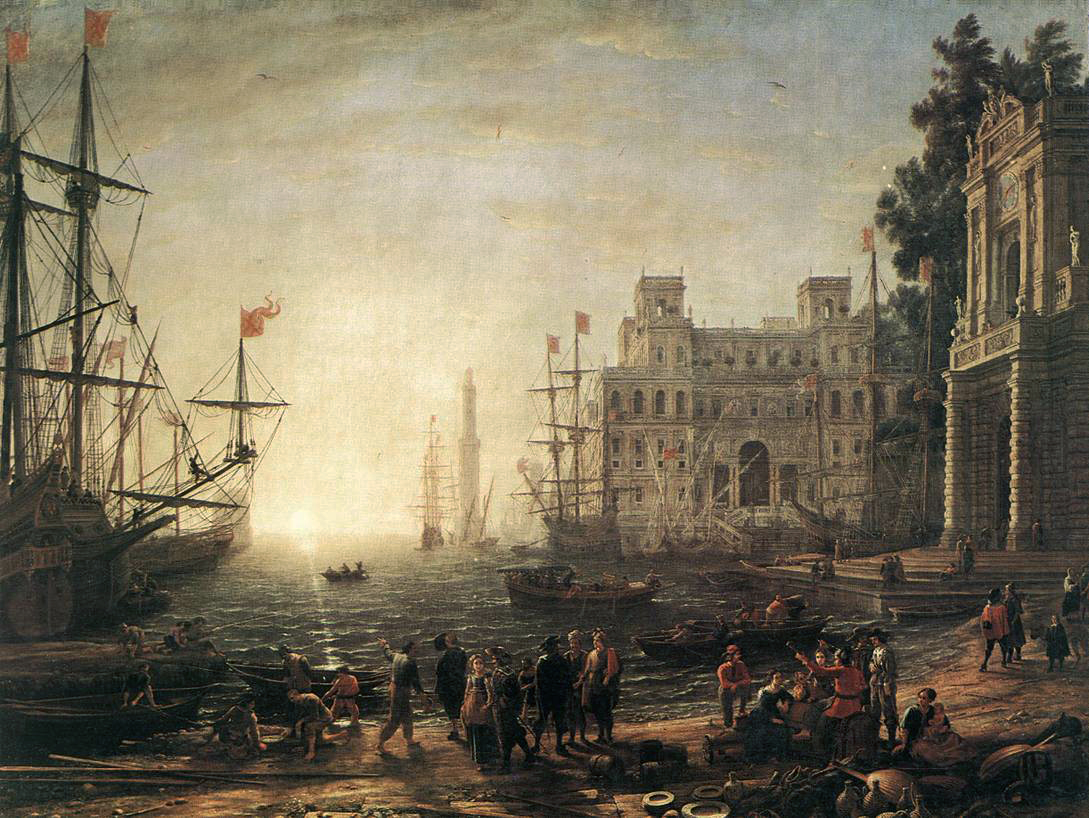
중상주의 정책의 절정기였던 1638년 프랑스의 항구 풍경

중상주의(重商主義, 영어: mercantilism)는 세계 경제와 무역의 총량이 불변이라는 가정 아래 자본의 공급에 의해 국가가 번영을 일으킬 수 있다는 경제 이론이다. 역사적으로는 15세기에서 18세기까지 유럽의 국가들에서 채택되었던 국내 산업의 보호와 해외 식민지 건설 등을 핵심 내용으로 하는 경제 정책들 역시 중상주의 또는 중상주의적 경제체제라 불린다. 중상주의를 경제 체제와는 별개의 것으로 파악하는 일부 학자도 있으나 대부분 중상주의를 초기 자본주의와 동일한 것으로 파악한다.

## 역사

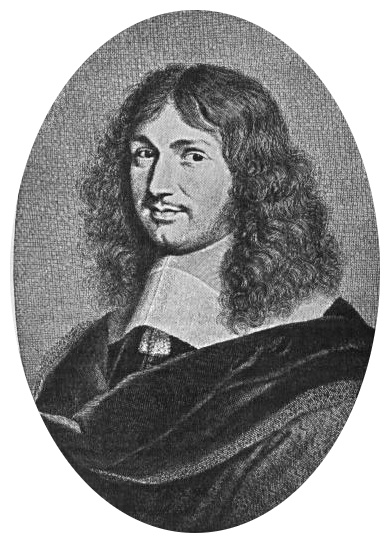
장바티스트 콜베르

피터 테민과 같은 일부 경제 사학자들은 초기 로마 제국 시기에 농업 경제의 발전 결과 이미 산업화, 도시화, 자본 시장의 발전과 같은 시장 경제를 이루고 있었다고 주장한다. 그는 로마 시대에 이미 모든 종류의 재화를 취급하는 시장이 존재하였으며, 부동산이나 선박을 거래하는 시장뿐만 아니라 이미 보험 상품을 취급하는 시장도 있었기에 로마 제국의 경제가 산업혁명 이전의 18세기 영국의 경제나 17세기 네덜란드의 경제와 비견될 만하다고 주장한다.
초기 자유 시장은 8세기에서 12세기에 이르는 칼리프 치하의 이슬람 세계에서도 발현하였다. 이 시기의 이슬람 경제는 때로 이슬람 자본주의로 불리기도 한다. 이 시기 이슬람 세계의 왕성한 화폐 경제는 이슬람의 통화인 디나르(dinars)의 가치를 높이게 되었으며 독자적이었던 화폐 체제의 융합을 가져왔다. 무역회사, 대기업, 동업, 유한회사와 같은 새로운 사업 조직과 장거리 운송, 계약서, 수표와 같은 새로운 사업 기법이 생겨났다. 또한 신용, 이윤, 자본, 자본 축적과 같은 개념도 이 시기에 생겨났다. 이러한 초기 중상주의적 개념들은 13세기경 중세 유럽으로 흘러들어갔다.
1500년에서 1750년 사이의 유럽 경제학자들은 오늘날 중상주의자로 알려져 있다. 그러나 당시의 경제학자 스스로는 자신들의 이론이 유사한 경향을 보인다는 것을 자각하지는 못했다. 소소한 중상주의 문헌이 1620년대 영국에서 간행된 바 있으나 미라보 후작의 1763년 저서인 농업 철학(Philosophie Rurale)에 의한 경제 개혁 제안과 1600년대 프랑스의 재무장관이었던 장바티스트 콜베르의 경제 정책에 의해 중상주의가 본격적으로 발현했다고 평가된다. 중상주의의 입장을 대표하는 최후의 저작은 1767년 출판된 제임스 스튜어트의 정치경제학 개론일 것이다.
애덤 스미스는 1776년 출판한 국부론에서 기존의 경제학을 비판하면서 이들을 “중상주의”로 표현하였다.

## 이론
중상주의는 당시 국가의 상업적 이익이나 사회 안전과 같은 사안에 대해 매 시기에 제시된 다양한 의견의 집합체였다. 때문에 중상주의에는 통합적인 이론으로 단일화될 수 없는 다양한 주장들이 혼재되어 있었다. 이러한 사정으로 후대에 나타난 고전경제학의 애덤 스미스와 같이 중상주의 경제학을 대변하는 대표적인 경제학자를 지칭할 수는 없다. 중상주의 경제학자들은 경제에 대한 일반적인 이론보다는 자신이 관심있는 경제 현상의 일면에 대해 집중하였다.
중상주의라는 명칭 자체가 후대에 이들을 통괄하여 부르기 위해 만들어진 이름이다. 그 때문에 일부 학자들은 이들을 중상주의라는 하나의 경향으로 통괄하는 관점 자체가 문제라는 의견을 제시하기도 한다. 애덤 스미스는 중상주의 경제 체제를 제조업자와 상인이 소비자에 대항하여 결성한 거대한 음모로 보았다. 그러나 중상주의 경제학 자체는 자신만의 일관된 일반적인 경제이론을 구축하지 못했다.
중상주의자들은 경제 체제를 제로-섬 게임으로 파악했다. 즉, 중상주의자에게 한 편의 이득은 반드시 상대방의 손실을 의미하는 것이었다. 그들은 모든 정치경제 체제를 결국 한 편의 이익을 위해 다른 한 편에 해를 끼치는 행위로 인식했고 공익이나 공공재라는 것은 실제로는 불가능한 것이라 여겼다. 중상주의는 결국 보다 나은 정치 형태에 대한 고찰보다는 현 체제의 유지에 정당성을 부여하는 이론으로 작용하였다.
중상주의의 국내 경제에 대한 정책은 매우 단편적인 것들이었다. 애덤 스미스가 중상주의를 정부의 규제를 지지하는 이론으로 묘사했을 때 많은 중상주의자들은 이에 동의하지 않았다. 유럽의 초기 근대 사회에서 전매특허권과 정부가 승인한 독점은 일반적인 것이었다. 일부 중상주의자들은 이를 지지하였으나 이에 반대하는 중상주의자들은 이를 비효율적인 것이며 부패의 근원이라 여겼다. 많은 중상주의자들은 가격 할당이 필연적으로 지하 경제를 조장한다는 것 또한 알고 있었다. 그들은 노동자나 농부같은 노동 인구가 "생존의 여지"에 대한 경제적 압박을 받아야 일할 것이라는 주장에 광범위한 동감을 표시하였다. 중상주의자들은 하위 계급에게 여분의 돈이나 여가 시간, 교육과 같은 것들을 제공하는 것은 사회를 나태와 악으로 이끄는 것이라 여겼으며 결국은 경제에 부정적 영향을 끼칠 것이라고 주장하였다.
중상주의가 250년간 지배적인 경제 이론일 수 있었던 까닭에 대해서는 학자들 간에 이견이 있다. 제콥 바이너는 당시 학자들이 시대적 한계에 의해 당시 통용되던 상식에 의지할 수밖에 없었고 경제 현상을 관찰하는 적절한 분석 도구가 없었기 때문에 오류를 범한 것이라고 판단한다. 로버트 에켈런드는 중상주의자들은 오류를 범한 것이 아니라 상인과 정부의 지대 추구를 위해 가장 효율적인 경제 이론을 개발한 것이라는 의견을 펼친다. 즉, 당시 상인의 막대한 이윤은 외국 경쟁자를 배제하고 국내 시장을 독점하고 노동 계급을 가난에 방치함으로써 유지되었다는 것이다. 또한 정부의 수익은 높은 관세과 상인이 지불하는 막대한 자금에 의존하고 있었다. 후세의 경제 이론가들이 대부분 학자나 철학자인 데 반해 중상주의자들은 스스로가 상인이거나 정부 관료였다.
중상주의는 유럽의 봉건 제도가 무너지는 사회 변동기에 형성된 이론이었다. 재화와 권력은 봉건 영주의 손을 떠나 국민국가로 집중되고 있었다. 해운의 발전과 도시의 성장에 의해 기술 변화가 가속화되고 있었으며 국제 무역이 급증하였다. 중상주의는 이러한 무역에서 국가의 이득을 최대화하기 위한 것이었다. 한편, 복식회계의 도입과 근대적 회계의 발현은 중요한 변화를 가져왔다. 근대적 회계는 무역에 의한 수입과 지출을 투명하게 하였으며 이로 인해 무역 수지에 대한 정확한 조사가 가능하게 되었다. 아메리카의 발견 역시 이 시기의 중요한 변화 중 하나이다. 새로운 시장과 새로운 광산으로 인해 무역량은 전에 없이 증가하였다. 이로 인해 대대적인 가격상승과 상업 활동의 증가가 일어났다.
중상주의 이전의 경제 이론은 스콜라 철학에 의한 이념이었다. 이에 따른 경제의 목표는 그들의 기독교적인 신앙과 정의에 걸맞은 경제 체제를 유지하는 것이었고, 미시경제적인 일정 지역의 개인별 거래가 중요한 사항이었다. 중상주의는 중세적 세계관에 의존하던 기존의 이론에서 벗어나 니콜로 마키아벨리의 현실 정치와 국제 관계에서 국익의 획득과 같은 사항을 중요 문제로 채택하였다. 중상주의는 경제 현상을 제로-섬 게임으로 판단하였다. 주변의 모든 사람이 가차없는 경쟁자라는 이러한 인식은 후일 토머스 홉스의 철학에 영향을 주었다. 중상주의적 관점은 상호간의 협력조차 타인의 약점을 활용하기 위한 죄수의 딜레마와 같은 논 제로-섬 게임의 일종일 뿐이라고 주장한다. 가차없는 경쟁자들도 상호 협력이 가능하다는 구전 정리의 예로 협동조합과 같은 보다 근대적인 경제를 들 수 있을 것이다.
인간의 본성이 악하다는 관점은 청교도의 교리와 잘 들어 맞았으며, 실제 정책에서 올리버 크롬웰의 항해법과 같은 법이 포고되기도 하였다.

## 비판

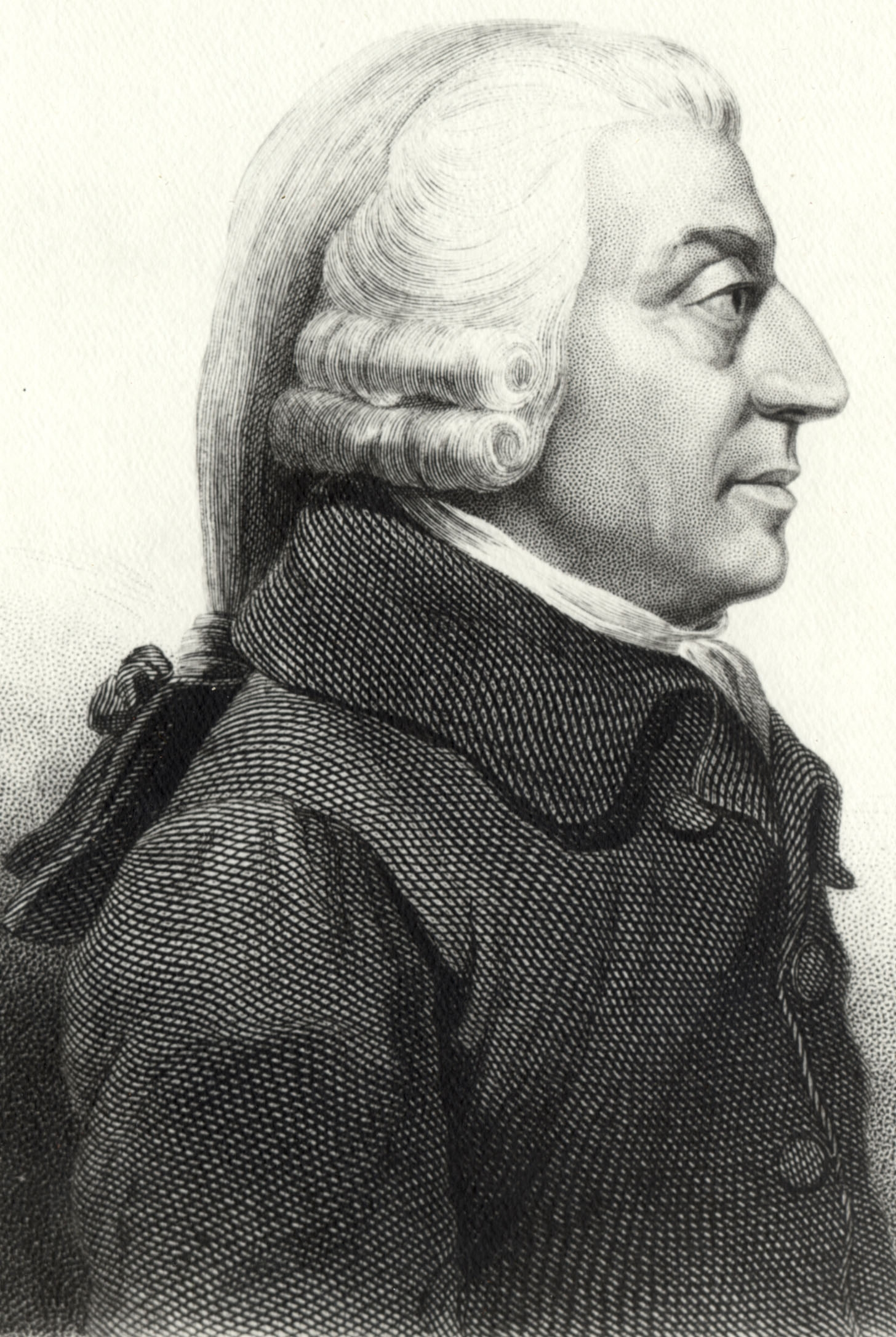
애덤 스미스의 국부론은 많은 부분을 중상주의 비판에 할애하였다.

중상주의에 대해 비판한 대표적인 경제학자는 애덤 스미스와 데이비드 흄을 들 수 있다. 애덤 스미스 이전에 이미 두들리 노스, 존 로크, 데이비드 흄 등에 의해 중상주의의 결점에 대한 비판이 있었다. 또한 18세기로 들어서면서 중상주의는 인기를 잃고 있었다. 중상주의는 절대우위와 비교우위에 입각한 무역의 이득을 설명할 수 없었다.(이 개념은 1817년 데이비드 리카르도에 의해 성립되었다.) 비교우위에 입각한 무역 이론은 무역국 상호에게 모두 이득을 줄 수 있다는 것이었으며, 무역은 더 이상 제로-섬 게임으로 이해되지 않았다. 예를 들어 포루투갈이 보다 좋은 포도주를 생산하고 영국이 싼 옷감을 생산한다면 두 국가는 무역을 통해 상호 이득을 얻을 수 있다는 것이다.(그러나 이러한 이론 역시 죄수의 딜레마를 근간으로 한다.)
데이비드 흄은 중상주의의 목표인 지속적인 무역수지 흑자가 불가능함을 논파한 것으로 유명하다. 그의 주장은 수출의 증가는 통화량의 증가로 이어지고 이는 결국 물가의 상승을 가져오게 되므로 수출에 의한 이득을 감소시키는 원인이 된다는 것이었다. 애덤 스미스는 여기에 보태 금 또는 은과 재화를 동일시하던 당시 중상주의자들이 가지고 있던 일반적인 인식을 비판했다. 그는 국부론에서 중상주의자들이 "금은과 부를 혼동하는 어리석음"을 저지르고 있다고 지적하였다. 금은 역시 다른 재화와 동일한 가치를 지니는 것이며 특별히 다른 취급을 받을 이유가 없다는 것이다. 최근에 애덤 스미스의 이러한 비판은 다소 과장된 면이 있다고 평가받고 있다. 중상주의자 그들 역시 금은과 부를 혼동하지는 않았으며 단지 당시 프랑스의 중농주의에 대한 비판으로서 자신들의 이론을 주장하였을 뿐이라는 것이다.
중상주의는 새로운 경제학의 비판에도 불구하고 18세기 중반까지 영향력을 행사하였으나, 결국 영국에서는 산업혁명과 독점 상인들의 붕괴에 의해 프랑스에서는 프랑스 대혁명과 사회 변혁에 의해 사라지게 되었다. 다만 독일에서는 19세기와 20세기 초반까지 중상주의적 정책이 유지되었다.

## 같이 보기
- 신중상주의